# Alfonso Montero Pascual
Alfonso Montero Pascual (Cuéllar, 1942 - Madrid, 13 de marzo de 2008), pintor y grabador español.
Se licenció en la Real Academia de Bellas Artes de San Fernando de Madrid en la especialidad de pintura, con estudios de grabado, ilustración, pintura mural y restauración. Posteriormente viajó a Italia, ampliando su formación en la Academia de Bellas Artes "Pietro Vanuci" de Perusa (Italia), de donde finalizó la diplomatura, pasando más tarde por el Centro de Estudios Helénicos-Hispanos de Corinto (Grecia) para perfeccionar la técnica. Finalmente recibió clases de Salvador Dalí en Figueras el año 1976, siendo también alumno de Amadeo Roca.
Sus cuadros y dibujos han sido expuestos en numerosos espacios nacionales e internacionales, encontrándose obras suyas, entre otros lugares, en la Real Academia de Bellas Artes de San Fernando. A lo largo de su trayectoria participó en decenas de exposiciones individuales y casi el centenar de colectivas; colaboró con revistas y diarios con textos, dibujos y fotografías, otra de sus pasiones y de la que también realizó exposiciones. Una de sus últimas exposiciones, a través de la Galería de Arte “Gaudí”, fue la muestra que presentó en la feria de arte de Grenoble, en Francia, que se desarrolló bajo el título ARTénim Grenoble en enero de 2006.
Durante muchos años impartió clases de dibujo en el instituto de enseñanza secundaria (IES) “Marqués de Lozoya”, de su Villa natal. En los últimos meses de vida, sin saber aún lo que el destino le preparaba, fue nombrado presidente de la Asociación “Amigos del Patrimonio Cultural de Cuéllar”. Falleció en Madrid el 13 de marzo de 2008 tras una larga enfermedad.